# Dolichos compressus
Dolichos compressus är en ärtväxtart som beskrevs av Rudolf Wilczek. Dolichos compressus ingår i släktet Dolichos och familjen ärtväxter. Inga underarter finns listade i Catalogue of Life.